# Birte Tove
Birte Tove Sørensen med kunstnernavnet Birte Tove (født 16. januar 1945, død 6. februar 2016) var en dansk nøgenmodel og skuespillerinde, mest kendt for sin medvirken i Sengekantsfilmene i 1970'erne.
Hun har dog også optrådt som revyskuespillerinde. Birte Tove var uddannet sygeplejerske. Hun var mor til skuespilleren Adam Brix og sanger og skuespiller Anne Katrine Tove.
Birte døde d. 6. februar 2016 af sklerose.

## Filmografi
Film
| År   | Titel                           | Rolle                      | Noter          |
| ---- | ------------------------------- | -------------------------- | -------------- |
| 1970 | Mazurka på sengekanten          | Line, hans yngste datter   | sengekantsfilm |
| 1971 | Med kærlig hilsen               | Eva                        |                |
| 1971 | Tandlæge på sengekanten         | Nina                       | sengekantsfilm |
| 1972 | Motorvej på sengekanten         | Line, læreinde             | sengekantsfilm |
| 1972 | Rektor på sengekanten           | Line Mikkelsen - hans kone | sengekantsfilm |
| 1972 | Christa                         | Christa                    | titelrollen    |
| 1973 | Kvindefængslet i bambushelvedet |                            |                |
| 1973 | Romantik på sengekanten         | Bine Hansen, arving        | sengekantsfilm |
| 1973 | Sexy Girls of Denmark           | Ann-Charlotte              |                |
| 1975 | Piger i trøjen                  | Marianne Valdorff          |                |

TV-serier
| År   | Titel             | Rolle         | Afsnit  |
| ---- | ----------------- | ------------- | ------- |
| 1987 | Sådan er det bare | sygeplejerske | 6       |
| 1994 | Riget I           | sygeplejerske | 1 & 3-4 |
| 1997 | Riget II          | sygeplejerske | 1-2 & 4 |